# 马蒂亚斯·雷蒙·梅亚

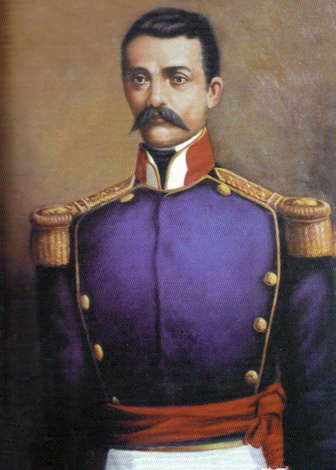
梅亞

馬蒂亞斯·雷蒙·梅亞（西班牙語：Matías Ramón Mella，1816年2月25日-1864年）是多米尼加共和國的一位政治家。

## 生平
梅亞於1816年2月25日生於聖多明哥。他是杜阿尔特的童年玩伴，青年時以擅用刀劍知名。22歲時加入三合一體會。梅亞參與1844年的多米尼加獨立戰爭，與桑切斯聯手驅逐海地侵占元帥波也，最後與桑切斯共同光復首都聖多明哥而完成大業，復國戰爭時成為多米尼加復國戰爭副總統直到他去世為止。梅亞1864年6月患痢疾過世，享年48歲。杜阿尔特、桑切斯、梅亞三人共同為多米尼加的開國國父，三人於1943年同葬於首都舊城的多米尼加祖国祭坛。